# Barbados op de Olympische Zomerspelen 1992
Barbados nam deel aan de Olympische Zomerspelen 1992 in Barcelona, Spanje. Net zoals alle eerdere deelnames werd er geen medaille gewonnen.

## Deelnemers en resultaten

### Atletiek
| Olympiër                                                 | Discipline             | Resultaat | Prestatie                                       |
| -------------------------------------------------------- | ---------------------- | --------- | ----------------------------------------------- |
| Henrico Atkins                                           | 100m (m)               | 51e       | serie 5: 5e in 10,83                            |
| Henrico Atkins                                           | 200m (m)               | 30e       | serie 6: 4e in 21,28 kwartfinale 5: 6e in 21,19 |
| Seibert Straughn                                         | 400m (m)               | 36e       | serie 2: 4e in 46,54                            |
| Stevon Roberts                                           | 800m (m)               | 45e       | serie 8: 6e in 1.52,30                          |
| Leo Garnes                                               | 5000m (m)              | 51e       | serie 2: 11e in 15.21,95                        |
| Edsel Chase Roger Jordan Stevon Roberts Seibert Straughn | 4x400m (m)             | DSQ       | serie 2: gediskwalificeerd                      |
| Alvin Haynes                                             | hink-stap-springen (m) | 32e       | kwalificatie groep A: 15e met 15,93m            |
|                                                          |                        |           |                                                 |
| Henrico Atkins                                           | 200m (v)               | 41e       | serie 4: 6e in 24,56                            |
| Henrico Atkins                                           | 400m (v)               | 36e       | serie 1: 6e in 55,09                            |

### Boksen
| Olympiër          | Discipline  | Resultaat | Prestatie                                                                     |
| ----------------- | ----------- | --------- | ----------------------------------------------------------------------------- |
| Christopher Henry | -63,5kg (m) | 9e        | 1e ronde: W van GHA Seidu: gediskwalificeerd 2e ronde: V van ALG Bouneb: 3-17 |
| Christopher Henry | -71kg (m)   | 17e       | 1e ronde: V van GBR Reid: knock-out                                           |

### Schietsport
| Olympiër        | Discipline | Resultaat | Prestatie                                            |
| --------------- | ---------- | --------- | ---------------------------------------------------- |
| Michael Maskell | skeet      | 25e       | kwalificatie: 25e met 145 punten (24-24-25-24-25-23) |

### Wielersport
| Olympiër            | Discipline  | Resultaat | Prestatie                                        |
| ------------------- | ----------- | --------- | ------------------------------------------------ |
| Livingstone Alleyne | sprint (m)  | 9e        | kwalificatie: 19e in 11,559 1e ronde serie 4: 3e |
| Livingstone Alleyne | tijdrit (m) | 24e       | 1.14,816                                         |

### Zeilen
| Olympiër                                                     | Discipline        | Resultaat | Prestatie                                     |
| ------------------------------------------------------------ | ----------------- | --------- | --------------------------------------------- |
| Brian Herbert H. Talma                                       | Lechner A-390 (m) | 40e       | 396 punten: (39-36-36-34-DNC-36-37-40-DSQ-39) |
| Owen Andrew Burke                                            | finn (m)          | 26e       | 177 punten: (24-26-21-25-26-20-25)            |
|                                                              |                   |           |                                               |
| Richard Anthony Hoad David Murray Staples Jason Lewis Teller | soling            | 22e       | 129 punten: (22-22-18-22-21-16)               |

Albanië · Algerije · Amerikaanse Maagdeneilanden · Amerikaans-Samoa · Andorra · Angola · Antigua en Barbuda · Argentinië · Aruba · Australië · Bahama's · Bahrein · Bangladesh · Barbados · België · Belize · Benin · Bermuda · Bhutan · Bolivia · Bosnië en Herzegovina · Botswana · Brazilië · Britse Maagdeneilanden · Bulgarije · Burkina Faso · Canada · Centraal-Afrikaanse Republiek · Chili · China · Chinees Taipei · Colombia · Congo-Brazzaville · Cookeilanden · Costa Rica · Cuba · Cyprus · Denemarken · Djibouti · Dominicaanse Republiek · Duitsland · Ecuador · Egypte · El Salvador · Equatoriaal-Guinea · Estland · Ethiopië · Fiji · Filipijnen · Finland · Frankrijk · Gabon · Gambia · Gezamenlijk team · Ghana · Grenada · Griekenland · Groot-Brittannië · Guam · Guatemala · Guinee · Guyana · Haïti · Honduras · Hongarije · Hongkong · Ierland · IJsland · India · Indonesië · Irak · Iran · Israël · Italië · Ivoorkust · Jamaica · Japan · Jemen · Jordanië · Kaaimaneilanden · Kameroen · Kenia · Koeweit · Kroatië · Laos · Lesotho · Letland · Libanon · Libië · Liechtenstein · Litouwen · Luxemburg · Madagaskar · Malawi · Malediven · Maleisië · Mali · Malta · Marokko · Mauritanië · Mauritius · Mexico · Monaco · Mongolië · Mozambique · Myanmar · Namibië · Nederland · Nederlandse Antillen · Nepal · Nicaragua · Nieuw-Zeeland · Niger · Nigeria · Noord-Korea · Noorwegen · Oeganda · Oman · Oostenrijk · Pakistan · Panama · Papoea-Nieuw-Guinea · Paraguay · Peru · Polen · Portugal · Puerto Rico · Qatar · Roemenië · Rwanda · Saint Vincent‑Grenadines · Salomonseilanden · Samoa · San Marino · Saoedi-Arabië · Senegal · Seychellen · Sierra Leone · Singapore · Slovenië · Soedan · Spanje · Sri Lanka · Suriname · Swaziland · Syrië · Tanzania · Thailand · Togo · Tonga · Trinidad en Tobago · Tsjaad · Tsjecho-Slowakije · Tunesië · Turkije · Uruguay · Vanuatu · Venezuela · Verenigde Arabische Emiraten · Verenigde Staten · Vietnam · Zaïre · Zambia · Zimbabwe · Zuid-Afrika · Zuid-Korea · Zweden · Zwitserland · Onafhankelijke olympische deelnemers